# Flygel (instrument)

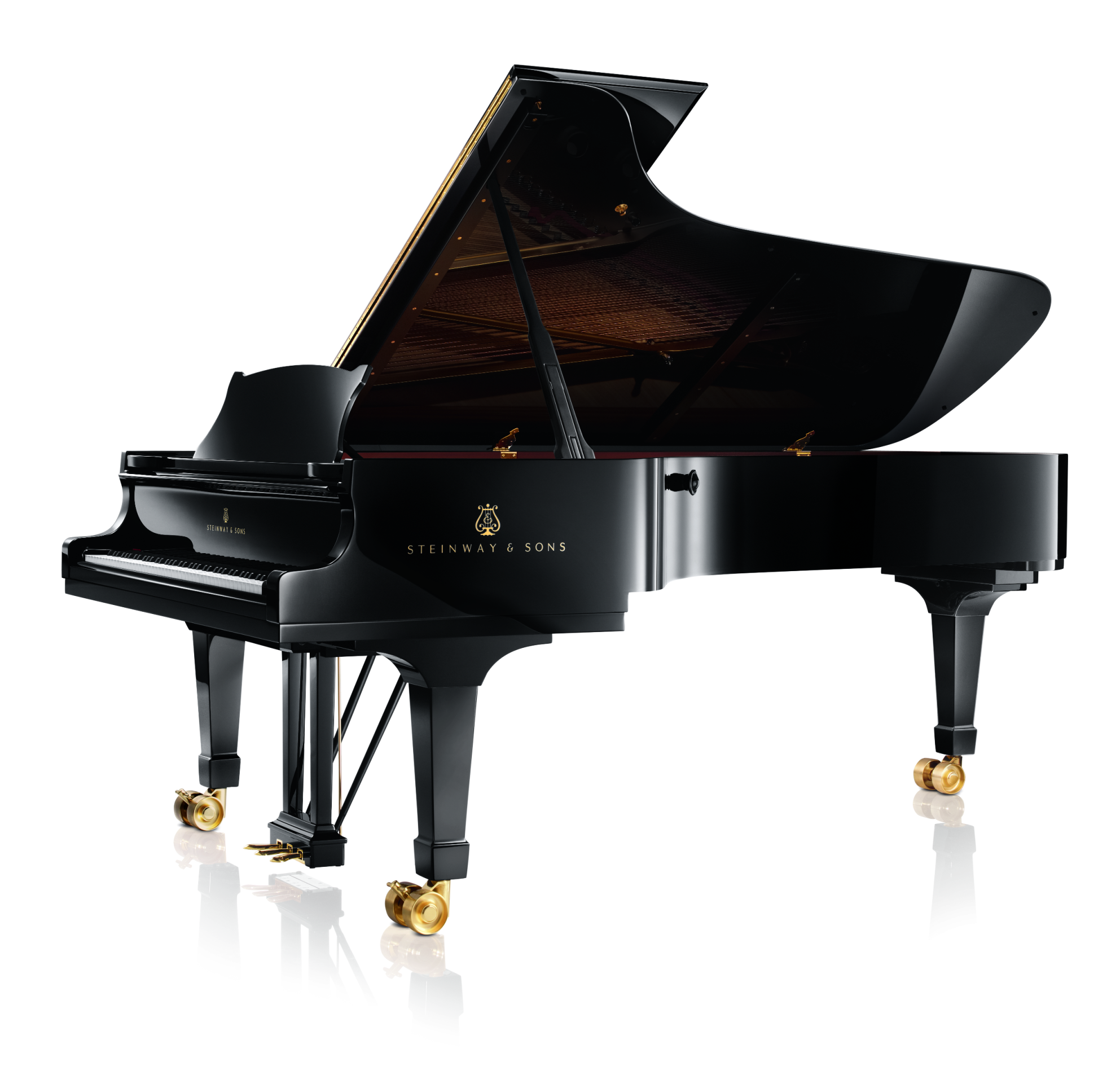
En Steinway-flygel

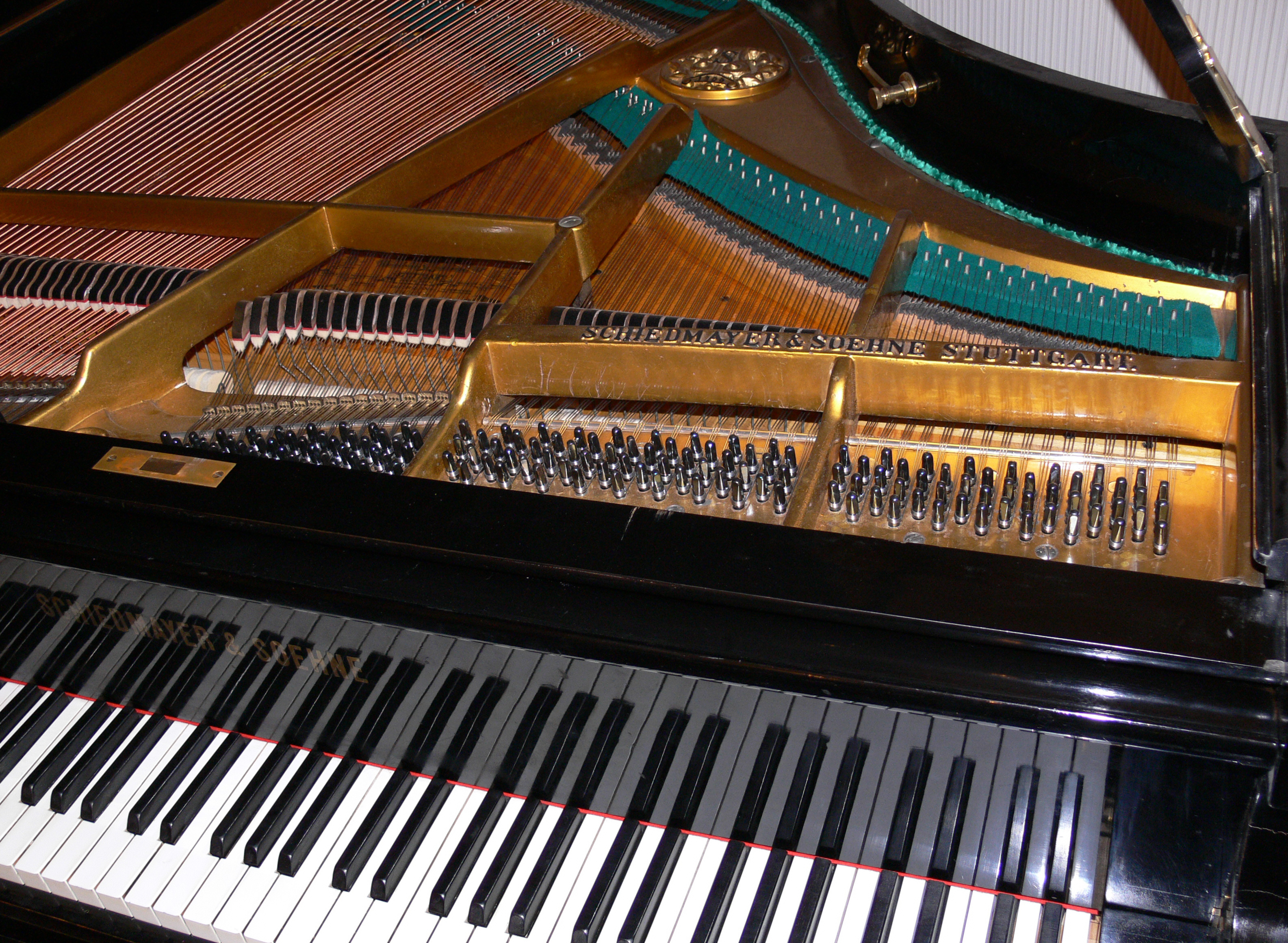
En Schiedmayer-flygel från 1920-talet

Flygel (av tyska Flügel "vinge") är ett klaverinstrument, närmare bestämt den liggande formen av piano. 
FlygeIns klaver är identiskt med det stående hemmapianots (pianinots eller kammarpianots), men har, till skillnad från det, liggande strängar och mekanik. Anslaget har en något annorlunda känsla jämfört med pianinots då mekaniken på grund av den liggande ställningen rör sig vertikalt och faller tillbaka av sin egen vikt. På pianinot måste en fjädringsanordning göra samma arbete, eftersom hammarna står upp och slår strängarna horisontellt. Detta gör att flygelns anslag blir mycket känsligare, mera lättnyanserat och får större dynamik, och det är därför man föredrar den som konsertinstrument. Vanligtvis är flygeln också tonstarkare och rikare i klangen än pianinot, eftersom resonansbottnen är större (dock inte på en så kallad dvärgflygel) och ljudet klingar ut betydligt friare både genom ljudlådan och genom den reglerbara öppningen upptill.
Pianot uppfanns år 1709 av den italienske klaverbyggaren Bartolomeo Cristofori. Den tyske (sachsiske) orgel- och klaverbyggaren Gottfried Silbermann byggde sedan några klaver efter Cristoforis idéer, bland annat åt Fredrik den store. I nutida svenska använder man ibland den gamla termen hammarklaver för att beteckna den och den närmast följande tidens pianon.
Moderna flyglar har oftast 88 tangenter (71/3 oktaver). Bösendorfer tillverkar modeller med extra omfång i basregistret. Ett par andra berömda fabrikat är Yamaha, Steinway och Bechstein; i Sverige har Georg Bolin tillverkat innovativa flyglar, med bland annat enkelt ställbar resonansbotten.